# Waka huia

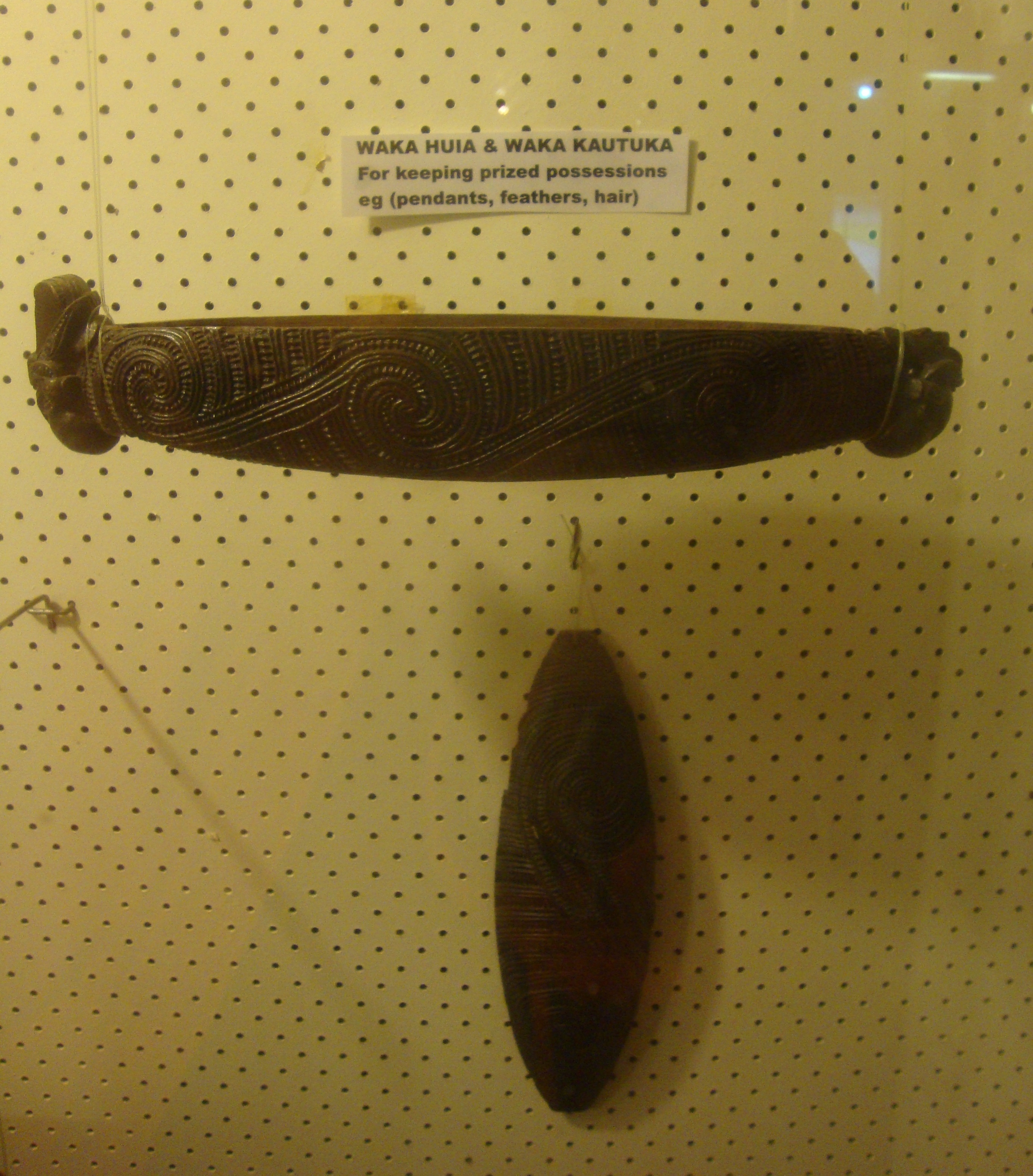
Waka Huia exposta no museu de Okains Bay

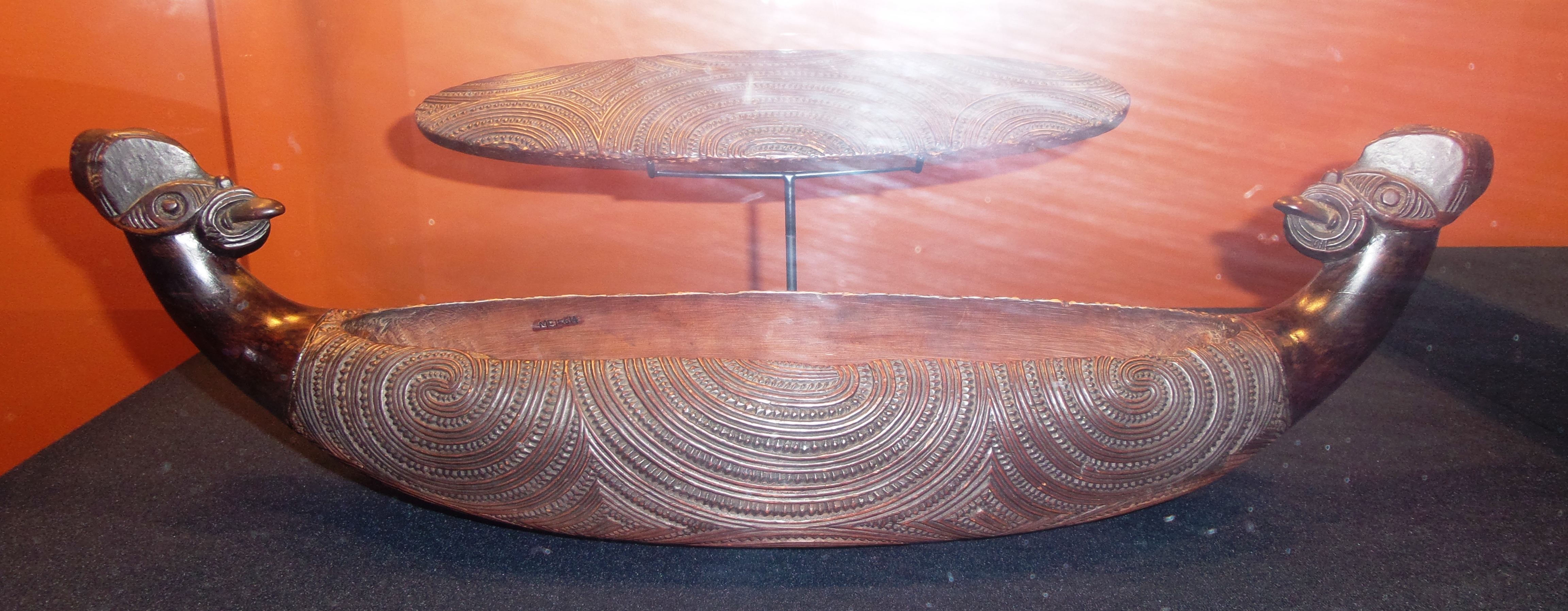
Uma waka huia no museu Te Papa

Waka huia e Papa hou são recipientes para tesouros feitos pelo povo maori, indígenas da Nova Zelândia. Estes recipientes de tesouros guardavam os bens pessoais mais valiosos de uma pessoa, como hei-tiki (pingentes), penas para decorar o cabelo como as penas da cauda do huia (Heteralocha acutirostris), heru (pente de cabelo) e outros itens para adorno pessoal. Waka huia e papa hou eram considerados "sagrados" (tapu na língua local, que é a origem da palavra tabu em português) de seus proprietários, porque as caixas continham itens pessoais que vinham regularmente em contato com o corpo, especialmente a cabeça (a parte mais tapu do corpo).